# 石油技術協会
石油技術協会（せきゆぎじゅつきょうかい、英語: The Japanese Association For Petroleum Technology (JAPT)）は、日本の学術研究団体の一つ。

## 概要
1933年5月25日設立。学術研究団体としての種別は単独学会。
地球惑星科学を学術研究領域としている。設立当初の目的は、「石油、天然瓦斯採収ニ関スル事業及技術ノ進歩発達並ニ会員相互ノ研究ノ助長、親睦ヲ図ル。」すなわち「石油・天然ガスの採取事業にかかわる技術の進歩と会員相互の親睦を図るため」。
国内においては日本地球惑星科学連合に加入している。

## 沿革
- 1933年 - 石油技術協会設立。

## 刊行物

### 石油技術協会誌
- 誌名（和文）：石油技術協会誌
- 誌名（欧文）：Journal of The Japanese Association for Petroleum Technology
- 創刊年：1933
- 資料種別：ジャーナル（査読付き論文を含む）
- 使用言語：日英混在
- 発行形態：eジャーナル
- 著作権帰属先：学会
- クリエイティブコモンズ：定めていない
- 購読：有料